# 安信义
安信义（1949年—），男，汉族，中华人民共和国基督教牧师、政治人物，曾任中国基督教三自爱国运动委员会副主席，第十一届全国政协委员。

## 生平
2008年，当选第十一届全国政协委员，代表宗教界，分入第五十一组。并担任民族和宗教委员会专委。